# Богатков, Борис Андреевич
Бори́с Андре́евич Богатко́в (3 октября 1922, Балахта, Енисейская губерния — 11 августа 1943, Шилово, Смоленская область) — русский советский поэт, участник Великой Отечественной войны.

## Биография
Родился в семье партработника и учительницы. После смерти матери, с 8 лет, воспитывался у тётки в Новосибирске. После окончания школы в 1940 году уехал в Москву, где учился на вечернем отделении Литературного института им. А. М. Горького и работал проходчиком в московском метро.
В 1938 году написал первое произведение — «Дума о красном флаге». Печататься начал с 1940 года в «Ачинской газете» и в журнале «Сибирские огни». Его творчество заинтересовало А. Н. Толстого, который сделал Богаткова своим персональным стипендиатом.
В 1941 году ушёл добровольцем на фронт, и осенью, получив тяжелую контузию, был демобилизован из армии и снят с воинского учёта. Работал в Новосибирске в «Окнах ТАСС», познакомился с новосибирскими писателями, поэтами, художниками. В 1942 году, несмотря на запреты медиков, ушёл на фронт в 22-ю Сибирскую добровольческую дивизию. Его стихи печатались в дивизионной газете «Боевая красноармейская». Основные темы — любовь, молодость, вера в победу и счастье.
Поэт погиб 11 августа 1943 года, песней поднимая в атаку свой взвод, во время штурма Гнездиловской высоты 233,3 Спас-Деменского района Смоленской (ныне Калужской) области (см. Спас-Деменская операция). Посмертно награждён орденом Отечественной войны 1 степени, его имя навечно внесено в списки 22-й Гвардейской Сибирской дивизии. Похоронен в братской могиле в деревне Гнездилово Спас-Деменского района Калужской области.
За месяц до своей смерти Богатков написал письмо Елизавете Стюарт, в котором просил прислать сборник её стихов «Будущие города». Спустя 12 лет после гибели Богаткова, Елизавета Стюарт напишет стихотворение «Бессмертье», посвящённое этому «герою, солдату, поэту».

## Память

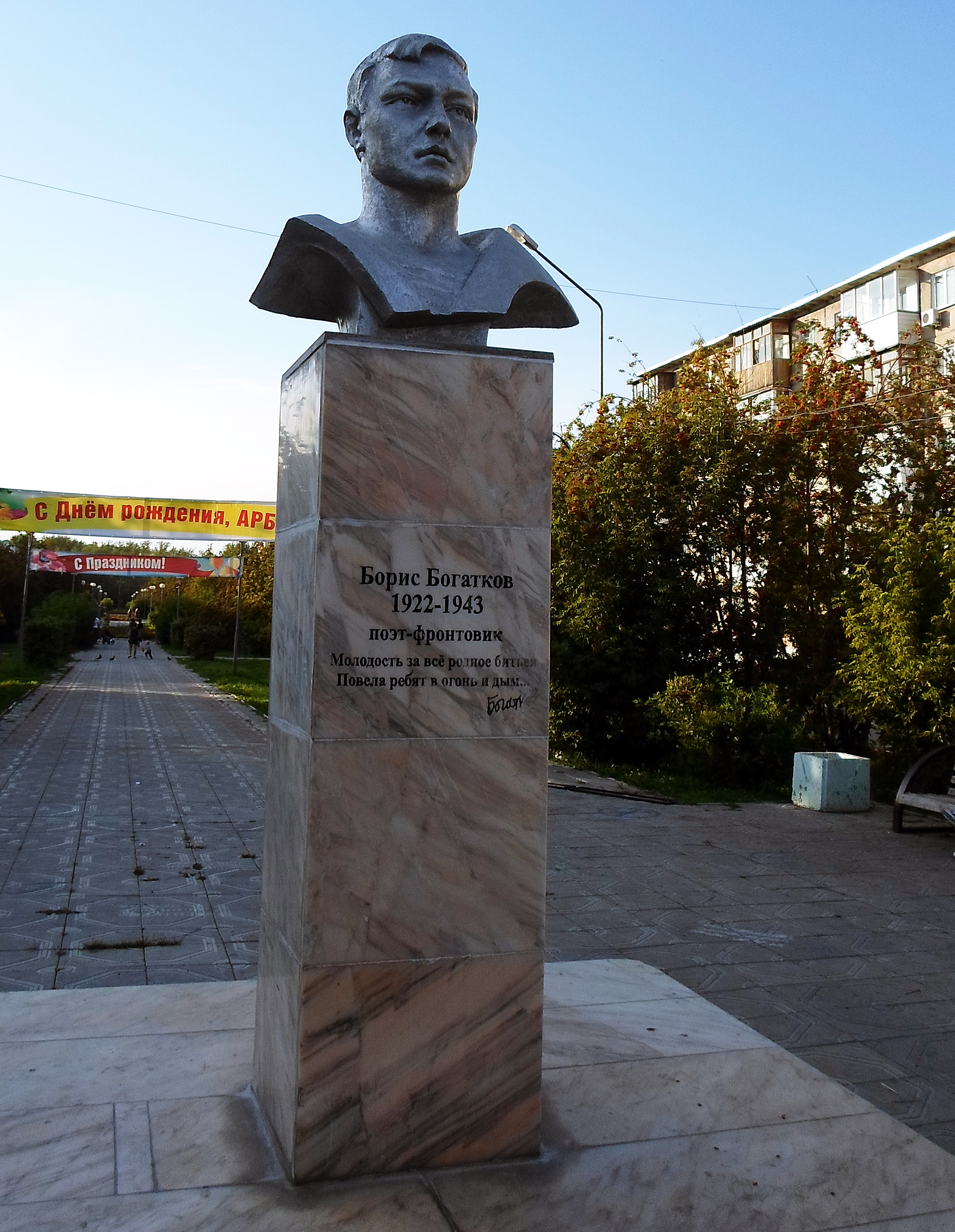
Бюст поэта на «Ачинском Арбате»

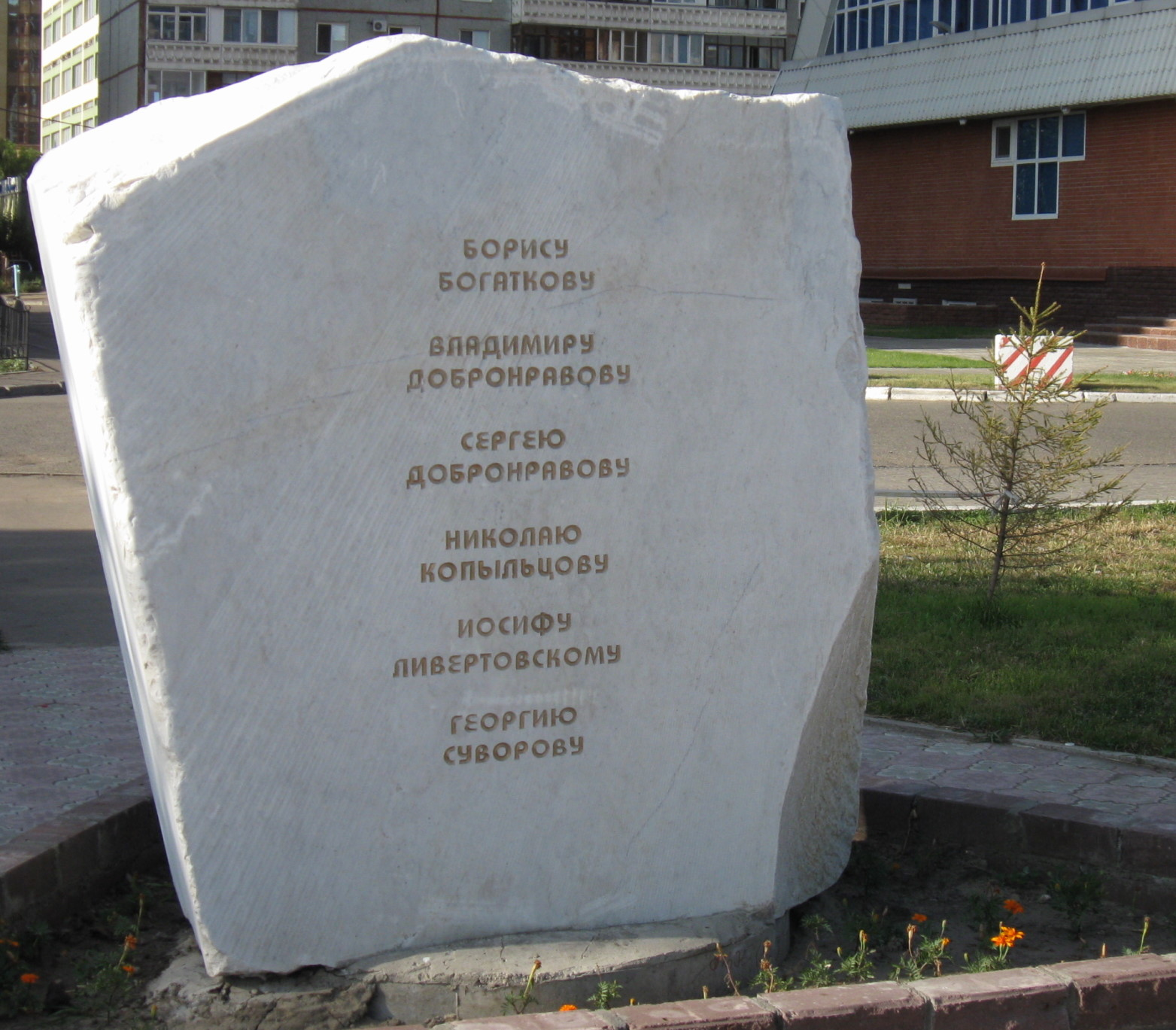
Мемориальный камень поэтам-фронтовикам в Омске

- В Новосибирске именем Бориса Богаткова названа одна из крупнейших улиц города (Октябрьский, Дзержинский районы).
- С 1957 года новосибирская школа № 3 носит имя Бориса Богаткова.
- Октябрьская районная библиотека Новосибирска носит имя поэта.
- В 1977 году на пересечении улиц Бориса Богаткова и Кирова Новосибирска установлен памятник поэту-фронтовику.
- В Омске в 2010 году на Аллее литераторов (бульвар Мартынова) установлен памятный камень шестерым поэтам-фронтовикам, в числе которых и Борис Богатков.
- В Ачинске пешеходная улица в новом центре города, так называемый «Ачинский Арбат», носит имя Бориса Богаткова, на центральной аллее которой в 2007 году установлен бюст поэта с мемориальной плитой.

## Сочинения
- Единственная книга, Новосибирск, 1973.

Сборники:
- В боевом строю. Новосибирск, 1954.
- Поэзия Сибири. Новосибирск, 1957.
- Двадцать лет спустя. Новосибирск, 1965.
- Помнит мир спасенный. Новосибирск, 1970.
- Советские поэты, павшие на Великой Отечественной войне. М., 1965